# Halvard Hanevold
Halvard Hanevold, né le 3 décembre 1969 à Asker et mort le 3 septembre 2019 dans la même ville,, est un biathlète norvégien. 
Il remporte le titre olympique de l'individuel en 1998 puis celui du relais en 2002 et 2010. Il est aussi champion du monde de l'individuel, sa discipline forte, en 2003.

## Biographie
Ayant commencé le biathlon en 1985, Halvard Hanevold entre dans l'équipe nationale en 1992 puis est sélectionné pour ses premiers Jeux olympiques en 1994 à Lillehammer dans une équipe norvégienne rajeunie comprenant aussi Ole Einar Bjørndalen. L'année suivante, il enlève son premier titre mondial dans l'épreuve par équipes avec Frode Andresen, Dag Bjørndalen et Jon Åge Tyldum.
En Coupe du monde, il obtient son premier podium personnel lors de l'individuel d'Antholz en 1996 puis gagne sa première course au même endroit et également lors d'un individuel, spécialité dans laquelle il finit en tête du classement en fin de saison et obtient pour cela un petit globe de cristal. Quelques semaines plus tard, durant les Jeux olympiques de Nagano, il remporte de façon surprise la médaille d'or sur l'individuel 20 km malgré une faute au tir contre aucune pour son plus proche concurrent Pieralberto Carrara puis celle d'argent lors du relais. Par la suite, trois nouvelles victoires en Coupe du monde s'ajoutent à son palmarès jusqu'en 2000. Aux Jeux olympiques de Salt Lake City en 2002, il obtient sa deuxième médaille d'or en gagnant avec ses coéquipiers le relais, mais n'est pas récompensé individuellement, se classant au mieux une cinquième place à l'individuel.
Il retrouve les podiums l'année suivante aux Championnats du monde disputés à Khanty-Mansiïsk, avec deux médailles : l'or à l'individuel et l'argent à la poursuite. Durant la saison 2003-2004, il enchaîne deux victoires à Pokljuka et à Ruhpolding lui permettant de finir au quatrième rang mondial. L'hiver suivant, il s'offre son premier titre de champion du monde de relais en compagnie d'Ole Einar Bjørndalen, Stian Eckhoff et Egil Gjelland. Aux Jeux olympiques d'hiver de 2006 à Turin, il remporte d'abord la médaille d'argent en sprint s'inclinant face à un Sven Fischer un peu plus rapide et la médaille de bronze à l'individuel. Aux Championnats du monde 2008, il est vice-champion du monde de sprint derrière Maxim Tchoudov et devant Bjørndalen et également de relais. Lors des Mondiaux 2009 disputés à Pyeongchang, il participe aux succès de la Norvège, notamment avec sa présence dans le relais médaillé d'or et sa médaille de bronze en sprint derrière ses compatriotes Bjørndalen et Lars Berger.
Il conclut sa carrière par un troisième titre olympique, décroché lors du relais des Jeux de Vancouver 2010 avec Tarjei Bø, Emil Hegle Svendsen et Bjørndalen. Hanevold devient ensuite commentateur à la télévision norvégienne. En parallèle de sa carrière, il a suivi des études techniques à l'Université de Trondheim et a obtenu son diplôme d'ingénieur. En 2011, il se marie avec la biathlète canadienne Sandra Keith.
Il meurt en septembre 2019, trois mois jour pour jour avant son cinquantième anniversaire.

## Palmarès

### Jeux olympiques
| Épreuve / Édition                   | Individuel                          | Sprint                             | Poursuite                        | Départ en masse                  | Relais                             |
| Jeux olympiques 1994 Lillehammer    | 46e                                 | —                                  | Épreuve inexistante à cette date | Épreuve inexistante à cette date | 7e                                 |
| Jeux olympiques 1998 Nagano         | Médaille d'or, Jeux olympiques      | 8e                                 | Épreuve inexistante à cette date | Épreuve inexistante à cette date | Médaille d'argent, Jeux olympiques |
| Jeux olympiques 2002 Salt Lake City | 5e                                  | 13e                                | 8e                               | Épreuve inexistante à cette date | Médaille d'or, Jeux olympiques     |
| Jeux olympiques 2006 Turin          | Médaille de bronze, Jeux olympiques | Médaille d'argent, Jeux olympiques | 5e                               | 7e                               | 5e                                 |
| Jeux olympiques 2010 Vancouver      | —                                   | 24e                                | 17e                              | 19e                              | Médaille d'or, Jeux olympiques     |

Légende :
- : épreuve inexistante ou non olympique

### Championnats du monde
| Mondiaux \ Épreuve         | Individuel               | Sprint                    | Poursuite                        | Départ en masse                  | Relais                    | Course par équipes               | Relais mixte                     |
| Canmore 1994               | JO Lillehammer           | JO Lillehammer            | Épreuve inexistante à cette date | Épreuve inexistante à cette date | JO Lillehammer            | 4e                               | Épreuve inexistante à cette date |
| Antholz 1995               | -                        | -                         | Épreuve inexistante à cette date | Épreuve inexistante à cette date | -                         | Médaille d'or, monde             | Épreuve inexistante à cette date |
| Ruhpolding 1996            | 34e                      | -                         | Épreuve inexistante à cette date | Épreuve inexistante à cette date | -                         | -                                | Épreuve inexistante à cette date |
| Osrblie 1997               | -                        | -                         | -                                | Épreuve inexistante à cette date | -                         | 4e                               | Épreuve inexistante à cette date |
| Pokljuka / Hochfilzen 1998 | JO Nagano                | JO Nagano                 | 13e                              | Épreuve inexistante à cette date | JO Nagano                 | Médaille d'or, monde             | Épreuve inexistante à cette date |
| Kontiolahti / Oslo 1999    | -                        | 13e                       | 13e                              | -                                | Médaille de bronze, monde | Épreuve inexistante à cette date | Épreuve inexistante à cette date |
| Oslo / Lahti 2000          | 10e                      | 12e                       | 5e                               | 10e                              | Médaille d'argent, monde  | Épreuve inexistante à cette date | Épreuve inexistante à cette date |
| Pokljuka 2001              | 44e                      | Médaille de bronze, monde | 9e                               | 9e                               | Médaille de bronze, monde | Épreuve inexistante à cette date | Épreuve inexistante à cette date |
| Oslo 2002                  | JO Salt Lake City        | JO Salt Lake City         | JO Salt Lake City                | 12e                              | JO Salt Lake City         | Épreuve inexistante à cette date | Épreuve inexistante à cette date |
| Khanty-Mansiïsk 2003       | Or                       | 4e                        | Médaille d'argent, monde         | 8e                               | 4e                        | Épreuve inexistante à cette date | Épreuve inexistante à cette date |
| Oberhof 2004               | 38e                      | 18e                       | 5e                               | 5e                               | Médaille d'argent, monde  | Épreuve inexistante à cette date | Épreuve inexistante à cette date |
| Hochfilzen 2005            | 30e                      | -                         | -                                | 11e                              | Médaille d'or, monde      | Épreuve inexistante à cette date | 10e                              |
| Pokljuka 2006              | Jeux olympiques de Turin | Jeux olympiques de Turin  | Jeux olympiques de Turin         | Jeux olympiques de Turin         | Jeux olympiques de Turin  | Épreuve inexistante à cette date | Médaille d'argent, monde         |
| Antholz 2007               | 10e                      | 23e                       | 20e                              | 18e                              | Médaille d'argent, monde  | Épreuve inexistante à cette date | -                                |
| Östersund 2008             | 17e                      | Médaille d'argent, monde  | 9e                               | 5e                               | Médaille d'argent, monde  | Épreuve inexistante à cette date | -                                |
| Pyeongchang 2009           | 71e                      | Médaille de bronze, monde | 6e                               | 13e                              | Médaille d'or, monde      | Épreuve inexistante à cette date | -                                |

### Coupe du monde
- Meilleur classement général : 4e en 1998 et 2004.
- 2 petits globes de cristal : vainqueur du classement de l'individuel en 1998 et 2003.
- selon l'Union internationale de biathlon, qui inclut les Jeux olympiques et les Championnats du monde :

40 podiums individuels : 9 victoires, 14 deuxièmes places et 17 troisièmes place.
- 43 podiums en relais dont 19 victoires.

#### Détail des victoires individuelles
| Saison / Épreuve | Individuel                              | Sprint            | Poursuite  | Départ en masse | Total |
| 1997-1998        | Antholz Nagano (Jeux olympiques)        | -                 | -          | -               | 2     |
| 1998-1999        | -                                       | Oslo-Holmenkollen | -          | -               | 1     |
| 1999-2000        | Lahti                                   | -                 | Ruhpolding | -               | 2     |
| 2002-2003        | Khanty-Mansiïsk (Championnats du monde) | -                 | -          | -               | 1     |
| 2003-2004        | -                                       | Ruhpolding        | -          | Pokljuka        | 2     |
| 2005-2006        | -                                       | -                 | -          | Oberhof         | 1     |
| Total            | 4                                       | 2                 | 1          | 2               | 9     |

#### Classements annuels
| Année | Classement général final |
| 1992  | 62e                      |
| 1993  | 75e                      |
| 1994  | 31e                      |
| 1995  | ?                        |
| 1996  | 15e                      |
| 1997  | 22e                      |
| 1998  | 4e                       |
| 1999  | 7e                       |
| 2000  | 11e                      |
| 2001  | 6e                       |
| 2002  | 10e                      |
| 2003  | 5e                       |
| 2004  | 4e                       |
| 2005  | 11e                      |
| 2006  | 7e                       |
| 2007  | 10e                      |
| 2008  | 8e                       |
| 2009  | 10e                      |
| 2010  | 25e                      |